# Пор-Рояль
Пор-Рояль-де-Шан (фр. Port-Royal-des-Champs) — французький жіночий цистерціанський монастир у долині Шеврез (сучасна комуна Маньї-лез-Амо), який впродовж XVII століття був головною цитаделлю янсенізму у Франції. 1709 року був закритий та зруйнований.

## Янсеністи Пор-Рояля
Місцевість, де було засновано 1204 року цей монастир, називалася Porrais, або Porrois, a потім змінила назву на Port-du-Roi, або Port-Royal. У монастирі був прийнятий цистерціанський статут св. Бернарда Клервоського; черниці проводили час у молитві та навчанні дітей. Невдовзі, однак, монастир втратив репутацію чистоти і не грав ніякої ролі до XVII ст. 1609 року настоятелька монастиря, Марі Анжеліка Арно, розпочала реформувати монастир; кількість черниць збільшилася, внаслідок чого необхідно було збільшити й приміщення. Катерина Маріон, мати настоятельки, купила величезну будівлю в Парижі та принесла її в дар монастиреві (1625).
Новий монастир називався Пор-Рояль паризький, на відміну від Port-Royal des Champs. Пор-Рояль швидко привернув до себе увагу найкращого суспільства, завдяки розуму, благочестю та особистим зв'язкам Анжеліки Арно. Серед опікунів монастиря були маркіза де Шаблі, маркіза д'Омон, марі де Севіньє, Ле Метр, Поанкарре, Шампіньї тощо. 1627 року монастир перейшов під керівництво паризького архієпископа та потрапив під вплив Дюверже де Горана, абата Сен-Сіранського монастиря, друга та наслідувача голландського богослова Янсена (англ. Cornelius Jansen).
Разом з цим і старий Пор-Рояль відродився, ставши центром опозиції проти занепаду морального почуття і, особливо, проти згубного вчення єзуїтів. Тут була метрополія янсенізму; всі талановиті його представники утворили від 1636 року міцний гурток, на чолі якого стояли брати Арно, відомий оратор Леметр де Сасі та обидва його брати, історик Тіллемон, знаменитий Блез Паскаль та інші. Абат Сен-Сіранський побудував поблизу Пор-Рояля будинок, де оселилися його учні, і виробив програму викладання, яке велося в їхній школі. Строгих чернечих обітниць від дам, що надходили до Пор-Рояля, і від чоловіків, які оселилися у сусідньому будинку, взагалі не вимагали.
Ведучи моральне, побожне життя, вони займалися фізичною працею, обробляли землю, викладали в школі та полемізували з єзуїтами. Їх підручники були найкращими на той час. З гуртка «Пор-Рояльських отців» вийшло кілька чудових творів. Расін написав «Історію Пор-Рояля». Паскаль, після того, як його сестра вступила до Пор-Рояльського монастиря, і сам оселився в Пор-Роялі. Тут були написані його «Entretien avec M. Sacy», «Entretien sur Epictète et Montaigne» та знамениті «Lettres Provinciales». 1647 року частина гуртка переселилась до старого Пор-Рояля, через брак місця в новому.
Охочих вступити до спільноти було безліч: тут знаходили собі притулок усі гнані. Особливо прославився Пор-Рояль у запеклій суперечці, яка виникла між єзуїтами та янсеністами. 1 червня 1653 року папа Іннокентій X оприлюднив буллу, в якій оголошувалися проклятими та єретичними п'ять місць з книги Янсена, які розхитували авторитет папи. Пор-Рояльські отці, у відповідь на буллу, стверджували, що тих положень, на підставі яких засуджувалася книга Янсена, в ній зовсім немає. Олександр VII, новий папа, підтвердив засудження книги. Тоді Пор-Рояль заявив, що папа непогрішний лише в питаннях догматичних.
На бік Пор-Рояля стали чотири єпископи. Зважаючи на завзятість янсеністів, архієпископ паризький зажадав, від імені уряду, щоб всі духовні особи та викладачі підписали акт, який називає засудження Янсена справедливим. Отці Пор-Рояля та монахині відмовилися зробити це. Антуан Арно написав свій «Лист до знатної особи», де мотивував неможливість визнати книгу Янсена єретичною. Суспільство було на боці Пор-Рояля. Оскільки черниці Пор-Рояля залишалися непохитними, то паризький архієпископ відлучив їх від причастя, але це анітрохи не вплинуло на їх твердість. Климент IX, на прохання впливових дам і єпископів, замінив попередню формулу акту на нову, яка лише засуджувала п'ять положень, без вказівок на книгу Янсена; після цього в церкві запанував мир (1668).
Деякі вчені Пор-Рояля прийняли сторону папи під час сварки Людовика XIV з Інокентієм XI. Єзуїти скористалися цим, щоб знову викликати неприязнь короля до янсенізму. 1705 року, за наполягання короля, папа оприлюднив буллу In Vineam Domini, яка знову засуджувала положення Янсена. Черниці Пор-Рояля і цього разу відмовилися підписати формулу згоди з буллою. Архієпископ паризький видав 11 липня 1709 звинувачувальний декрет проти Пор-Рояля, і 29 жовтня того самого року монастир Р. R. des champs за наказом короля закрили. Поліція розігнала настоятельку та інших черниць, сам монастир було у варварський спосіб зруйновано: зламані були навіть надгробні пам'ятники. Від Пор-Рояля залишилася лише купа каміння. Паризький Пор-Рояль існував до 1790 року. Під час революції його було перетворено на в'язницю під назвою «Port-Libre», 1795 року — на шпиталь, а 1814 — на родопомічний будинок.

## Джерело
Энциклопедический словарь : в 86 т. (82 т. и 4 доп.). — СПб. : Ф. А. Брокгауз, И. А. Ефрон, 1890—1907. (рос.)